# Sacra Capilla del Salvador
La Sacra Capilla del Salvador del Mundo es un templo construido bajo patrocinio de Francisco de los Cobos como panteón anexo a su palacio de Úbeda (provincia de Jaén), en la actualmente llamada plaza Vázquez de Molina. 
Mandada construir en 1536, formaba parte de un extenso programa artístico (del que formaban parte su Palacio, una Universidad y un Hospital) destinado a encumbrar la fama, la fortuna y la gloria personal que había alcanzado el secretario personal de Carlos I, (V Imperio Germano); para lo que recurrió a artistas de primer nivel. El proyecto inicial se encargó al burgalés Diego de Siloé, mientras que la realización corrió a cargo de Andrés de Vandelvira a partir de 1540. El templo fue consagrado en 1559. Su primer capellán fue el Deán Ortega, para quien se construyó el gran palacio que hay a la izquierda de la fachada principal de la capilla.

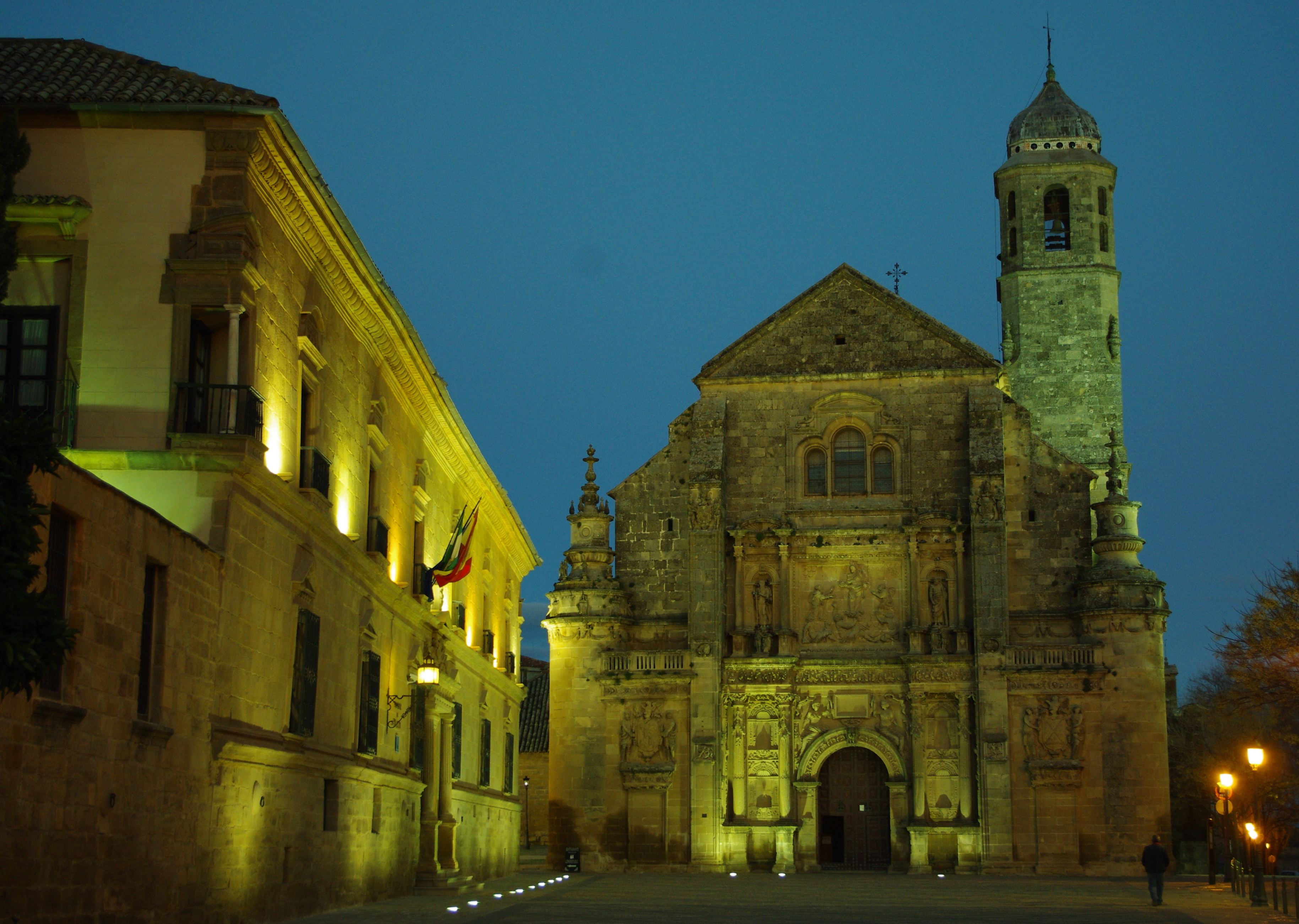
La Sacra Capilla del Salvador junto al Parador del Condestable Dávalos, antiguo palacio del Deán Ortega.

El Salvador fue la empresa más ambiciosa de toda la arquitectura religiosa privada del Renacimiento español. Declarado monumento histórico-artístico en 1931, se ha convertido, a su vez, en uno de los más divulgados símbolos de esta ciudad cuyo conjunto monumental renacentista, que junto con el de Baeza, fue declarado Patrimonio de la Humanidad por la Unesco en 2003.

## Descripción e interpretación
Es un templo funerario. La compleja decoración escultórica de emblemas y escudos nobiliarios de la fachada principal y del interior (que contrasta con la rancia austeridad hispánica de palacio, de sobriedad castellana extrema, en la cercana calle de Francisco de los Cobos), encierra un simbolismo funerario que conduce a la finalidad del espacio centralizado de la cripta acogida en una grandiosa y simbólica rotonda de forma circular, la más perfecta para expresar la Unidad o esencia infinita emanada de la uniformidad y Justicia de Dios, según la tratadística arquitectónica renacentista (Palladio).

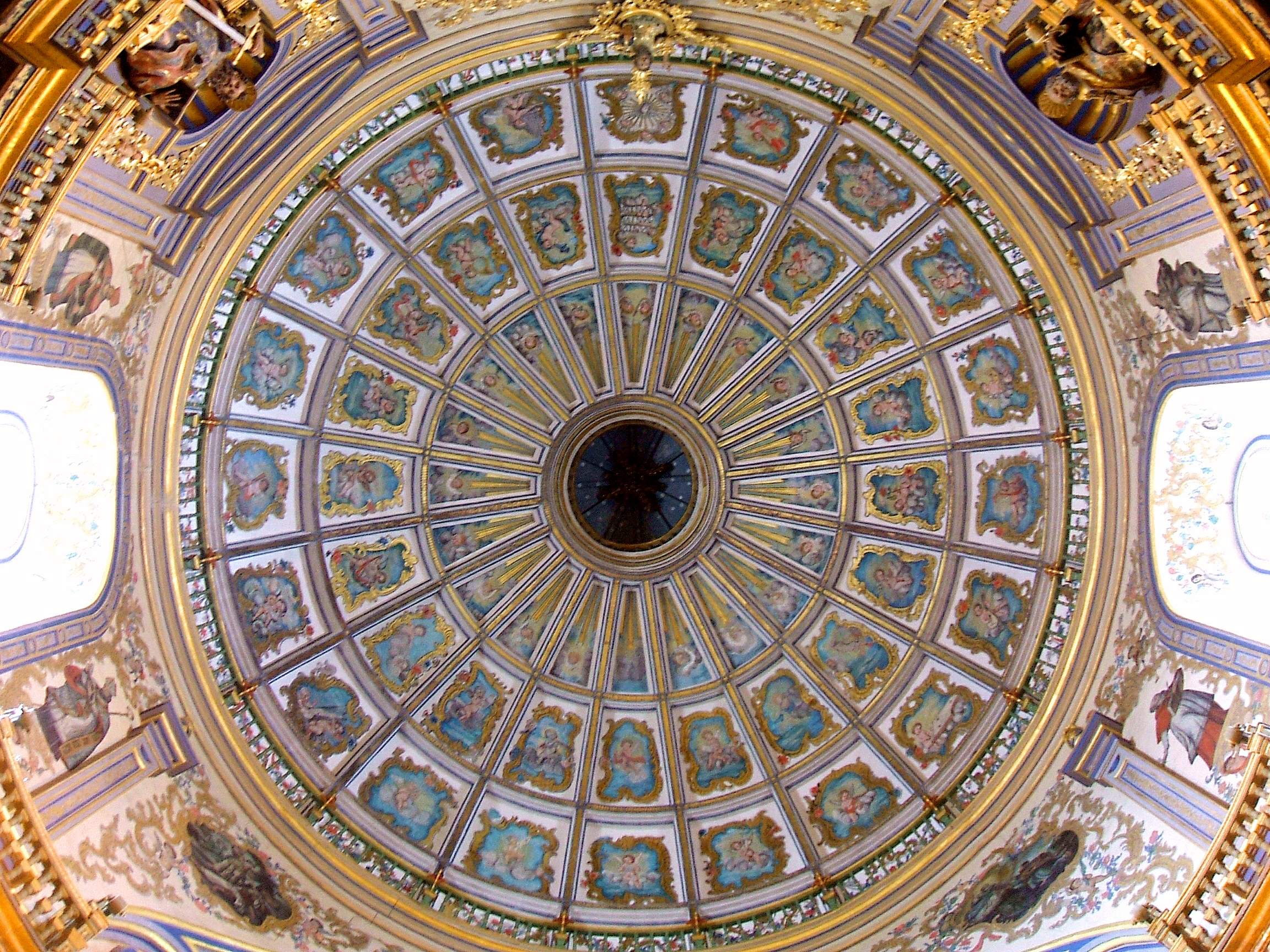
Frescos de la Rotonda

Siloé, siguiendo a Vitrubio, aplicó principios neo-pitagóricos a los planos, que determinaron para la nave central una longitud de ochenta pies de vara (algo más de 22 metros) y una anchura de 40 pies (unos once metros), y una altura de 100 pies (unos veintiocho metros).
Uno de los rasgos más interesantes de la decoración arquitectónica del Salvador, que hace escuela en toda la región y viene a ser de los más típicos de la escuela vandelviresca, es el uso de la figura humana en función de miembro arquitectónico: cariátides (figuras femeninas), atlantes o telamones (masculinas), hermas (desmembrados), etc. Estos motivos debieron de ser aportaciones de Esteban Jamete, natural de Orleáns, dado que estas figuraciones estaban en boga en la arquitectura francesa de la época.

### Exterior

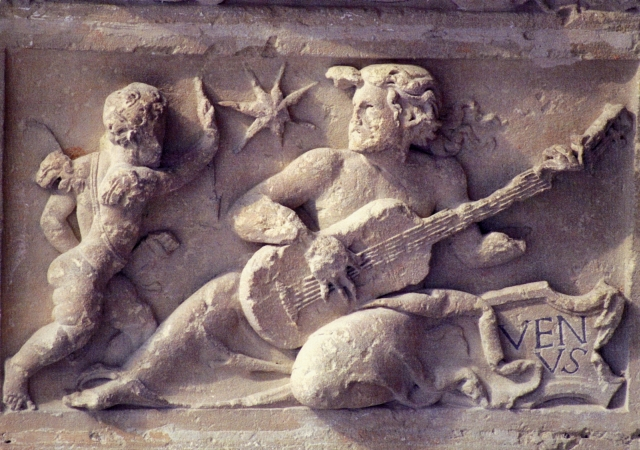
Relieve de Venus vihuelista (varón) en el intradós de la puerta

Cuenta con una sola torre rematada en forma de cebolla, al estilo centroeuropeo.
Su portada plateresca, cuya profusa labra es de Esteban Jamete, ha sido especialmente ponderada, en especial por la forma en que destacan sus tonos dorados con la luz del sol poniente. En la fachada principal se representan los escudos de los Cobos (cinco leones rampantes sostenido por majestuosos atlantes) y los Mendoza (por María Hurtado de Mendoza, mujer del patrocinador). En la fecha de sus esponsales (1522) ella tenía sólo 14 años y él superaba los 40; tras la muerte del marido, la viuda continuó impulsando las obras de la Capilla hasta su inauguración (8 de octubre de 1555). 
La puerta principal, planteada como arco de Triunfo, tiene representados en el intradós una serie de dioses clásicos: Eolo, Neptuno, Vulcano, Anteo, Diana, Mercurio, Venus, Febo, Marte, Júpiter y Saturno.
El friso está decorado con escenas del Éxodo.
En el segundo cuerpo aparecen referencias a los trabajos de Hércules, y en el punto central un relieve de la Transfiguración de Jesús en el Monte Tabor. Se establece un paralelismo entre las figuras de Hércules y Jesús (en ambos casos, el hijo del dios supremo tiene que vivir como mortal y superar penosas pruebas para, tras una muerte cruel debida a una traición, recuperar la posición que le corresponde junto a su padre).
En el tercer cuerpo, un ventanal de medio punto rematado con un frontón triangular. A los lados de la puerta, dos escudos sostenidos por tenantes, -elementos de la arquitectura renacentista muy frecuentes en Úbeda-, con las armas de los Cobos -siempre en el lado del Evangelio- y de los Mendoza; lo que se repite en lo más alto de los contrafuertes y en los óculos. En la parte baja de los contrafuertes a la izquierda, la lucha de Hércules y Gerión y, a la derecha, Hércules y los toros de Gerión. A los lados, otras dos portadas triunfales, diseñadas por Vandelvira y esculpidas por Esteban Jamete. La portada norte está dedicada a Santiago (el mecenas era caballero de Santiago) y la portada sur, a la Caridad.

### Interior

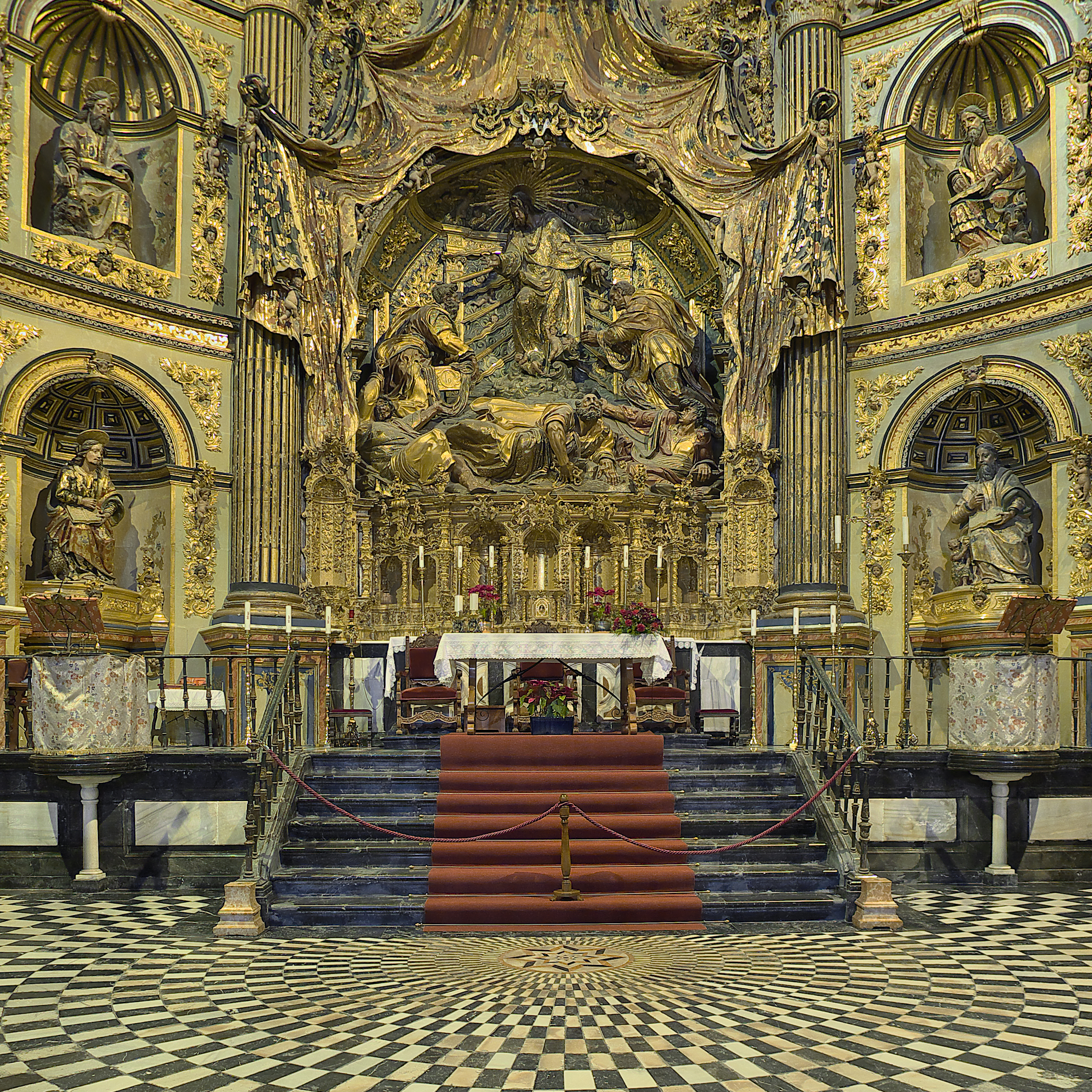
Retablo mayor. Alonso de Berruguete

El interior fue diseñado en su mayor parte por Diego de Siloé como templo funerario, con una gran rotonda y una nave añadida, quedando la rotonda para los nobles, y la nave para el pueblo. El altar mayor está presidido por un retablo de madera de Alonso Berruguete, que representaba la Transfiguración. Fue quemado por los milicianos en la Guerra Civil y solo se conserva el Cristo central. La restauración es de Juan Luis Vassallo. 
El templo alojó un repertorio de esculturas, reliquias, orfebrería y pinturas, piezas de sumo valor adquiridas o regaladas a su fundador, como la famosa Piedad de Úbeda de Sebastiano del Piombo (luego llevada a la Casa de Pilatos de Sevilla y actualmente en préstamo en el Museo del Prado de Madrid); un cáliz de oro, regalo de Carlos V; una macolla de cruz procesional de Francisco Martínez de 1542; una cabeza relicario; un calvario de Pieter Coecke (hoy custodiado temporalmente también en la Casa de Pilatos de Sevilla) y un crucifijo de marfil del siglo XVI. Pero seguramente la pieza más comentada del conjunto es una estatua de San Juanito esculpida en mármol, que fue atribuida por Gómez-Moreno a Miguel Ángel; autoría que ha sido avalada por expertos posteriores. Seriamente dañada en 1936, los fragmentos conservados fueron enviados por la casa de Medinaceli a Florencia en 1995, a fin de intentarse su reintegración; ardua labor completada en 2013. La escultura ya restaurada se expuso en Italia, y en 2015 en el Museo del Prado de Madrid.
La reja finísimamente trabajada que separa rotonda y nave es de Francisco de Villalpando, fundida en 1555, con dos tramos y tres cuerpos, el central más elevado y esbelto.
En la crestería hay cuatro medallones con las Virtudes y en el centro el escudo nobiliario de los Cobos, cerrándola una cruz. La bóveda central está sostenida por columnas corintias adosadas; sobre su entablamento una galería corrida a la que dan tribunillas que en la embocadura del arco llevan cariátides. La decoración de las bóvedas es más sobria que el resto, intentando asemejar las nervaduras del estilo Isabel.

#### Sacristía
La sacristía está considerada como una de las principales obras del Renacimiento español, con una riquísima decoración escultórica que simboliza vicios y virtudes, de Esteban Jamete, sobre un diseño realizado completamente por Vandelvira, precedente del que luego construiría en la Catedral de Jaén. Con arcos que dejan hornacinas para alojar las cajoneras donde se guardaran los ternos del culto, está decorada con toda clase de figuras, bustos y alegorías. El entablamento está sostenido por cariátides que, a su vez, descansan en cabezas humanas. Las figuras que están en las enjutas de los arcos son las Sibilas. En la sacristía hay restos de tablas del coro alto, sillerías del coro bajo, orfebrería de gran valor histórico y artístico, una arqueta-relicario, macolla y cañón de cruz, y algunas pinturas de distintas escuelas.

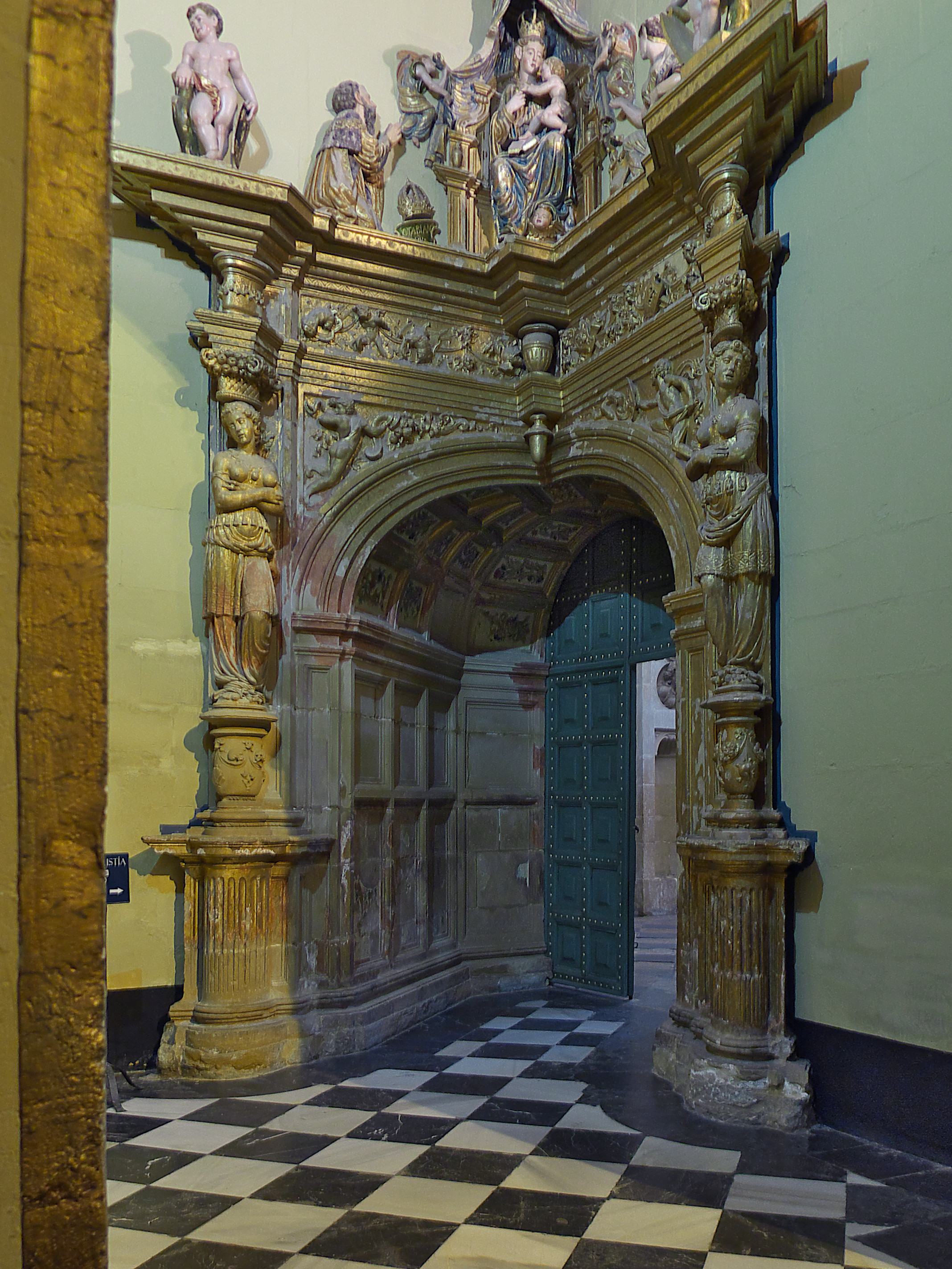
Puerta de la Sacristía

Destaca su originalísima puerta, realizada en una esquina, como una de las soluciones arquitectónicas más atrevidas y bellas de Vandelvira. Se dice que representa la Puerta del Edén. En lugar de columnas, hay cariátides con cestos de flores en la cabeza, que sostienen un doble entablamento separado por grutescos, sobre el cual, bajo dosel de piedra, está la Virgen de la Paz proclamando la concordia entre el poder y el pueblo, personificados por un emperador y un siervo que se arrodillan a su lado, completándose la decoración con dos angelotes.
Dentro del campo de la estereotomía, la solución de puerta en esviaje de esquina y rincón demuestra el alto grado de conocimiento arquitectónico por parte de Vandelvira.